# Miyake Kaho

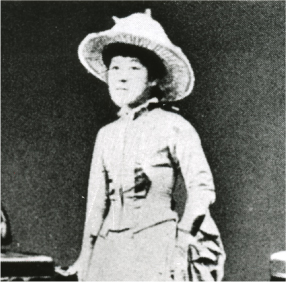
Miyake Kaho

Miyake Kaho (japanisch 三宅花圃, eigentlich Tanabe Tatsuko (田辺 龍子); geboren 4. Februar 1868 in Edo, dem heutigen Tokio; gestorben 18. Juli 1943 daselbst) war eine japanische Schriftstellerin und Essayistin.

## Leben und Wirken
Miyake Kaho war die älteste Tochter des Regierungsmitglieds und Diplomaten Tanabe Taichi (1831–1915). Sie schloss 1889 ihre Ausbildung ab an der „Tōkyō Women's Highschool“ (東京高等女学, Tōkyō kōtō jogaku), der Vorläufereinrichtung der „Ochanomizu Women's University“ (お茶の水女子大学, Ochanomizu joshi daigaku). Sie bildete sich weiter unter der Dichterin Nakajima Utako (1841–1903).
1888 veröffentlichte sie ihr erstes Buch „Yabu no uguisu“ (藪の鶯), etwa „Die Nachtigall im Gebüsch“, in dem sie die Nachahmung des oberflächlichen westlichen Schreibstils kritisierte. Es war das erste Buch im modernen Japan aus weiblicher Feder. 1892 heiratete sie den Philosophen und Journalisten Miyake Setsurei (1860–1945). In den folgenden Jahren publizierte sie
- „Tsuyu no yosu ga“ (露のよすが) etwa „Eine Flüchtigkeit“ 1895,
- „Hagi Kikyō“ (萩桔梗) „Hagi Kikyō“ 1895[A 2],
- „Sorayuki tsuki“ (空行月), etwa „Der Mond, der über den Himmel geht“ 1896,
- „Nii monogatari“ (蛇物語), etwa „Erzählung zum Regenbogen“ 1897,
- „Moto no shizuku“ (もとのしづく), über die Nonne Nomura Moto (野村望東尼), 1901.

1920 begannen sie mit ihrem Mann die Zeitschrift „Josei Nihonjin“ (女性日本人), etwa „Die Japanerin“, herauszugeben, in sie in fast jeder Ausgabe Essays zur Frauenfrage veröffentlichte.